# Mormyrus macrocephalus
Mormyrus macrocephalus es una especie de pez elefante eléctrico perteneciente al género Mormyrus en la familia Mormyridae presente en varias cuencas hidrográficas de África, entre ellas los lagos Kyoga y Kwania, y los ríos Aswa y Nilo Blanco. Es nativa de Uganda; y puede alcanzar un tamaño aproximado de 32,0 cm.

## Estado de conservación
Respecto al estado de conservación, se puede indicar que de acuerdo a la IUCN, esta especie puede catalogarse en la categoría «Preocupación menor (LC)».